# Robert William Read
Robert William Read ( 13 de diciembre de 1931, Woodbury, Nueva Jersey - 2003) fue un botánico estadounidense.
Desarrolló su actividad científica en el Instituto Smithsoniano, del Museo Nacional de Historia Natural de la Institución Smithsoniana; siendo especialista de monocots neotropicales.

## Honores
- 1975 fue presidente de la Botanical Society of Washington

### Epónimos
- (Acanthaceae) Justicia readii T.F.Daniel & Wassh.[1]
- (Arecaceae) Coccothrinax readii H.J.Quero[2]
- (Asclepiadaceae) Cynanchum readii (Schltr.) R.A.Howard[3]
- (Hyacinthaceae) Ornithogalum readii (Baker) J.C.Manning & Goldblatt[4]
- (Orchidaceae) Prasophyllum readii D.L.Jones & D.T.Rouse[5]

- La abreviatura «Read» se emplea para indicar a Robert William Read como autoridad en la descripción y clasificación científica de los vegetales.[6]